# かくれんぼ (みんなのうた)
「かくれんぼ」は、日本の楽曲。作詞：村田さち子、作曲：寺内タケシ、歌：川島和子と東京放送児童合唱団。

## 概要
1980年4月、NHKの『みんなのうた』で紹介。日本の冬・春・夏の風景を中心に、子供の遊び「かくれんぼ」を絡ませた楽曲。川島和子が歌い、1960年代後期にエレキブームを流行らせた寺内タケシが作曲し、彼が率いる「寺内タケシとブルージーンズ」がバック演奏した異色作である。ブルージーンズの『みんなのうた』出演は本曲が最初で最後。映像は人形アニメーションで、岡部久義が人形を作成し、常連・毛利厚がアニメートした。
放送より先に発売された寺内のアルバム「寺内タケシ・メロウにっぽん・幸せは想い出の中に」では、川島のソロ歌唱でテンポもバラードのようにゆったりとしていたが、みんなのうたの放送やそのオムニバスLPではアップテンポになり、さらに子供たちの合唱が加わった。歌詞では冬はねこじゃらし（見つけたのは子供たちで、「それを見つけた僕達は」になっている）、春はたんぽぽと紋白蝶、夏は桜貝と飛魚が出てくる。ただし秋の風景は番組では歌われていないが、前述のアルバムでは歌われており（描写は風車と赤とんぼ）、順番も春、夏、秋、冬の通りになっている。
再放送は1981年4月と1982年10月の二回。その後2012年3月25日深夜（3月26日未明）放送の『みんなのうた発掘スペシャル』内で、映像付きで放送され、2016年4月にも定時番組で再放送となる。
2024年に同番組で放送された「かくれんぼ」（作詞：生田絵梨花・矢吹香那、作曲：矢吹香那、歌：生田絵梨花）とは異なる（同名異曲は2013年に放送された嵐の「ふるさと」以来11年ぶり、同音異曲では2021年に放送されたV6の「素敵な夜」以来3年ぶりとなる）。